# Dörpen
Dörpen ist eine Gemeinde und zugleich Verwaltungssitz der Samtgemeinde Dörpen im Landkreis Emsland in Niedersachsen.

## Geografie

### Lage
Die Gemeinde Dörpen liegt im südöstlichen Dreieck des Küstenkanals und der Ems. Die Kreisstadt Meppen liegt etwa 30 Kilometer südlich, und die Stadt Papenburg befindet sich etwa 14 Kilometer nördlich von Dörpen.

### Nachbargemeinden
Nachbargemeinden sind im Norden die Gemeinden Heede, Lehe und Neulehe, im Osten die Gemeinden Surwold in der Samtgemeinde Nordhümmling und die Gemeinde Neubörger, im Süden die Gemeinden Wippingen und Kluse sowie im Westen die Gemeinden Walchum und Dersum.

## Geschichte
Die Gemeinde wurde vermutlich 854 erstmals urkundlich erwähnt, die betreffende Urkunde wurde jedoch zerstört. Somit liegt die erstmalige urkundliche Erwähnung der Gemeinde im 10. Jahrhundert.

## Eingemeindung
Am 1. Januar 1973 wurde die Nachbargemeinde Neudörpen eingegliedert.

## Politik

### Gemeinderat
Der Gemeinderat ist seit der Kommunalwahl am 12. September 2021 auf 17 gewählte Mitglieder angewachsen. Die Wahl hatte folgendes Ergebnis:
| Partei / Liste | Stimmenanteil | +/− %p  | Sitze | +/− |
| CDU            | 65,02 %       | − 13,86 | 11    | − 1 |
| SPD            | 13,48 %       | + 13,48 | 2     | + 2 |
| Grüne          | 04,04 %       | + 04,04 | 1     | + 1 |
| UWG            | 14,54 %       | − 06,58 | 2     | − 1 |
| EB Befus       | 02,93 %       | + 02,93 | 1     | + 1 |

### Hoheitszeichen
| Wappen der Gemeinde Dörpen | Blasonierung: „In Grün ein silberner (weißer) schräg linker Wellenbalken, begleitet von einer schräg linken goldenen (gelben) Ähre und einem goldenen (gelben) Papierbogen.“ |
| Wappen der Gemeinde Dörpen | Wappenbegründung: Das von Ulf-Dietrich Korn aus Münster entworfene Wappen wurde am 30. Januar 1969 gemeinsam mit dem Dienstsiegel und die Hissflagge am 8. Mai 1970 vom Regierungspräsidenten in Osnabrück genehmigt. Der Wellenbalken steht für die Ems, den Ems-Seitenkanal und den Küstenkanal. Die Ähre steht für die Landwirtschaft, welcher ein wichtiger Erwerbszweig in der Gemeinde ist. Der Papierbogen steht für die Papierindustrie, die im Wirtschaftsleben der Gemeinde eine bedeutende Rolle spielt. |

Hissflagge: „Die Flagge zeigt im quadratischen grünen Flaggentuch die die Symbole des Wappens.“
Neben der Flagge wurde noch ein Banner entworfen, welches aber nicht zur Genehmigung beim Regierungspräsidenten in Osnabrück vorgelegt wurde.
Banner: „Das Banner ist vier mal gespalten von Grün und Weiß; im quadratischen grünen Bannerhaupt mit den Symbolen des Wappens belegt.“
Gemeindesiegel: „Das Dienstsiegel enthält das Wappen und die Umschrift ‚GEMEINDE DÖRPEN‘.“

Hissflagge der Gemeinde
Bannerentwurf von 1969
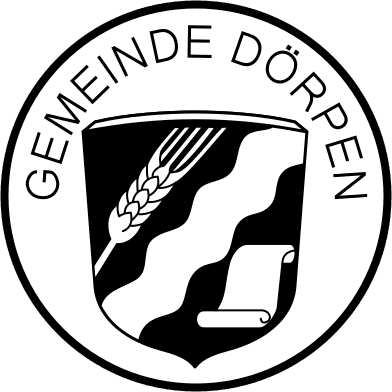
Gemeindesiegel

## Wirtschaft und Infrastruktur
Nordöstlich befindet sich an einem Stichkanal des Küstenkanals die Papierfabrik Nordland Papier GmbH.

### Geplantes Kohlekraftwerk
Die STKW Energie Dörpen GmbH & Co. KG, eine Tochter der EnBW und des Schweizer Energiekonzerns BKW Energie, plante bis 2015 den Bau eines Steinkohlekraftwerks mit einer Leistung von etwa 900 Megawatt und einem Wirkungsgrad von 46 Prozent am Standort Dörpen. Das Vorhaben führte zu einer Kontroverse zwischen der Kommunalverwaltung und der Bürgerinitiative „Saubere Energie“. Während die Bürgerinitiative schädliche Einflüsse auf das Leben der Bevölkerung im Umkreis befürchtete und die ökologische Sinnhaftigkeit des Vorhabens bezweifelte, versprach sich die Kommunalverwaltung vor allem neue Arbeitsplätze während der Bau- und auch Betriebsphase sowie wirtschaftliche Anreize in der Region. 2009 gab EnBW bekannt, das Projekt aufzugeben. Als Grund wurde angegeben, dass der bislang angedachte Abnehmer für die Wärme, die Papierfabrik Nordland, ein eigenes Heizkraftwerk bauen will.

### Verkehr

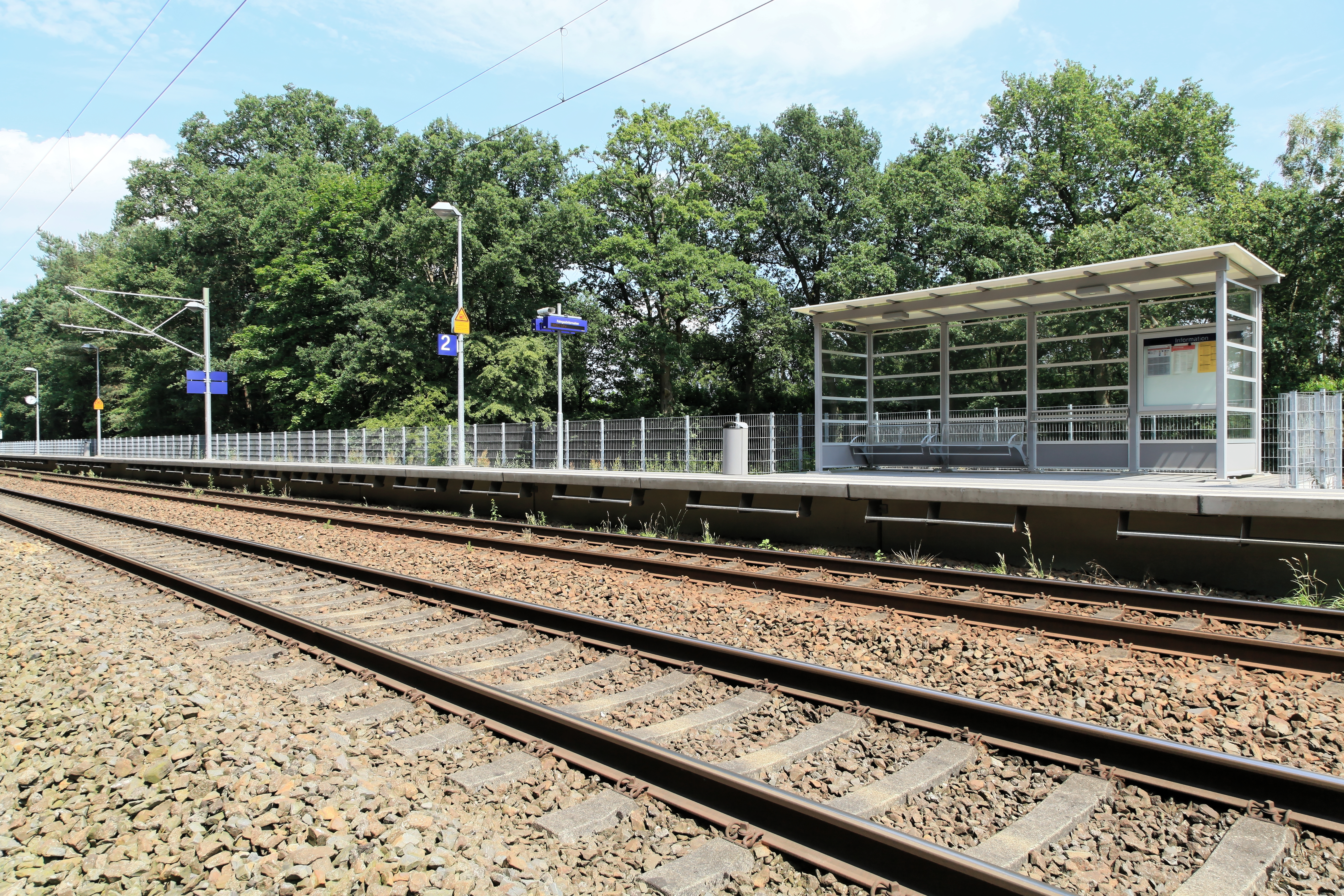
Haltepunkt Dörpen, Bahnsteig

Dörpen liegt an der A 31 zwischen Emden und Bottrop und den Bundesstraßen 70 (Meppen – Papenburg) und 401 (Dörpen – Oldenburg). Für die Binnenschifffahrt ist die Dörpener Schleuse als Anfang- bzw. Endpunkt des Küstenkanals von Bedeutung.
Des Weiteren liegt Dörpen an der Bahnstrecke Rheine–Norddeich Mole. Der RE 15 Emsland-Express, welcher von Münster nach Emden verkehrt, hält stündlich in Dörpen.
| Linie | Verlauf | Takt   | Betreiber     |
| ----- | --- | ------ | ------------- |
| RE 15 | Emsland-Express: (Emden Außenhafen –) (nur bei Schiffsverkehr) Emden Hbf – Leer (Ostfriesl) – Papenburg (Ems) – Aschendorf – Dörpen – Lathen – Haren (Ems) – Meppen – Geeste – Lingen (Ems) – Leschede – Salzbergen – Rheine – (Rheine-Mesum –)* Emsdetten – (Reckenfeld –)* Greven (← (Münster Zentrum Nord –)* Münster (Westf) Hbf * nur einzelne Züge Stand: Fahrplanwechsel Dezember 2023 | 60 min | WestfalenBahn |

In Dörpen liegt das Güterverkehrszentrum Emsland (GVZ). Es gilt als das leistungsstärkste Güterverkehrszentrum in Niedersachsen und ist trimodal (Wasser/Schiene/Straße). Stand 2013 arbeiteten dort 500 Menschen. Hauptnutzer und Auftraggeber ist die Speditionsgesellschaft UPM nortrans. Sie regelt die Ein- und Ausgangslogistik der Fabrik UPM Nordland Papier in Dörpen.

### Radwanderwege
Durch das Gemeindegebiet von Dörpen führen mehrere Radfernweg sowie lokale Radwege.
- Die Dortmund-Ems-Kanal-Route ist ein rund 350 km langer und nahezu steigungsfreier Radfernweg der das Ruhrgebiet mit der Nordseeküste verbindet.
- Der Emsradweg beginnt an der Ems-Quelle in der Ortschaft Schloß Holte-Stukenbrock am Rande des Teutoburger Waldes und folgt der Ems über eine Strecke von 375 km.
- Die United Countries Tour ist ein rund 600 km langer Rundkurs durch das nördliche und mittlere Emsland links der Ems, durch die grenznahen Gebiete der niederländischen Provinzen Drenthe und Groningen sowie die nördliche Grafschaft Bentheim.
- Lokale Radroute ist der Küstenkanalradweg (32 km).

## Partnergemeinde
Dörpen ist seit 1993 mit der Gemeinde Dobroń in Polen verpartnert.

## Kultur und Sehenswürdigkeiten

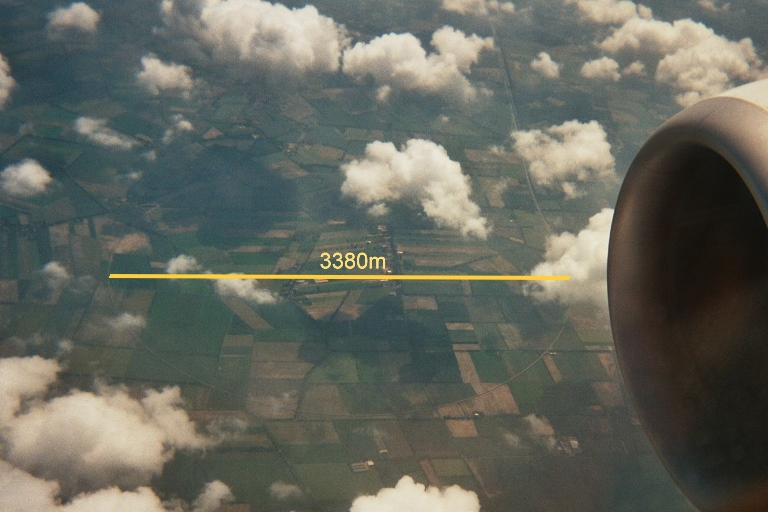
Luftaufnahme der TVE-Nordschleife

Südöstlich der Gemeinde verläuft die Nordschleife der Transrapid-Versuchsanlage Emsland, deren Verkehr 2011 eingestellt wurde. Für diese existieren auch ein stillgelegtes Informationszentrum und ein Hügel, von denen aus der Blick auf die Trasse der Versuchsanlage möglich war.
Dörpen besitzt unter anderem ein Spaß- und Erlebnisbad (Dünenbad) sowie diverse Fußballplätze, Tennisplätze, Sporthallen, eine Reithalle, einen Trimmpfad, Tennishalle, Skateranlage, Gorodkianlage, Schießsportanlage, Anlage für Bogenschützen, Hundeübungsplatz und Sportboothafen.
Die römisch-katholische Pfarrkirche steht unter Denkmalschutz.

## Persönlichkeiten
- Adam Pastor (nach 1500–nach 1560), Wiedertäufer
- Albert Wilkens (1790–1828), Geistlicher und Heimatforscher
- Johannes Niermann (1940–1998), Professor für Pädagogik
- Bernd Busemann (* 1952), Politiker (CDU)